# Кропивня (Звягельський район)
Кропи́вня — село в Україні, у Звягельському районі Житомирської області. Населення становить 436 осіб.

## Географія
Через село тече річка Тня, права притока Случі.

## Історія
В 1906 році село Романівецької волості Новоград-Волинського повіту Волинської губернії. Відстань від повітового міста 15 верст, від волості 5. Дворів 99, мешканців 993.
Під час сталінських репресій проти українського народу в 30-ті роки 20-го століття органами НКВС безпідставно було заарештовано та позбавлено волі на різні терміни 64 мешканця села, з яких 31 чол. розстріляно. Нині всі постраждалі від тоталітарного режиму реабілітовані і їхні імена відомі.
У 1923—54 роках — адміністративний центр Кропивнянської сільської ради.

## Постаті
- Боровик Руслан Анатолійович (1981—2022) — молодший сержант Збройних сил України, учасник російсько-української війни.